# Uppsala garnison
Uppsala garnison är en garnison inom svenska Försvarsmakten som verkat i olika former sedan 1901. Garnisonen är belägen vid Ärna flygplats i Uppsala.

## Historik
Garnisonens historia kan sägas sträckas tillbaka till när Upplands artilleriregemente (A 5) omlokaliserad år 1901 från Stockholm till Uppsala. Garnisonen kom senare att utvidgas i två etapper, 1912 när Upplands infanteriregemente blev förlagda till nybyggda kaserner på Polacksbacken och 1940 när Upplands flygflottilj (F 16) och Flygkadettskolan (F 20) blev förlagda till Ärna gård, norr om staden. Sedan mitten av 1980-talet omfattas garnisonen endast av flottiljområdet. 

## Dag Hammarskjölds väg 10-18

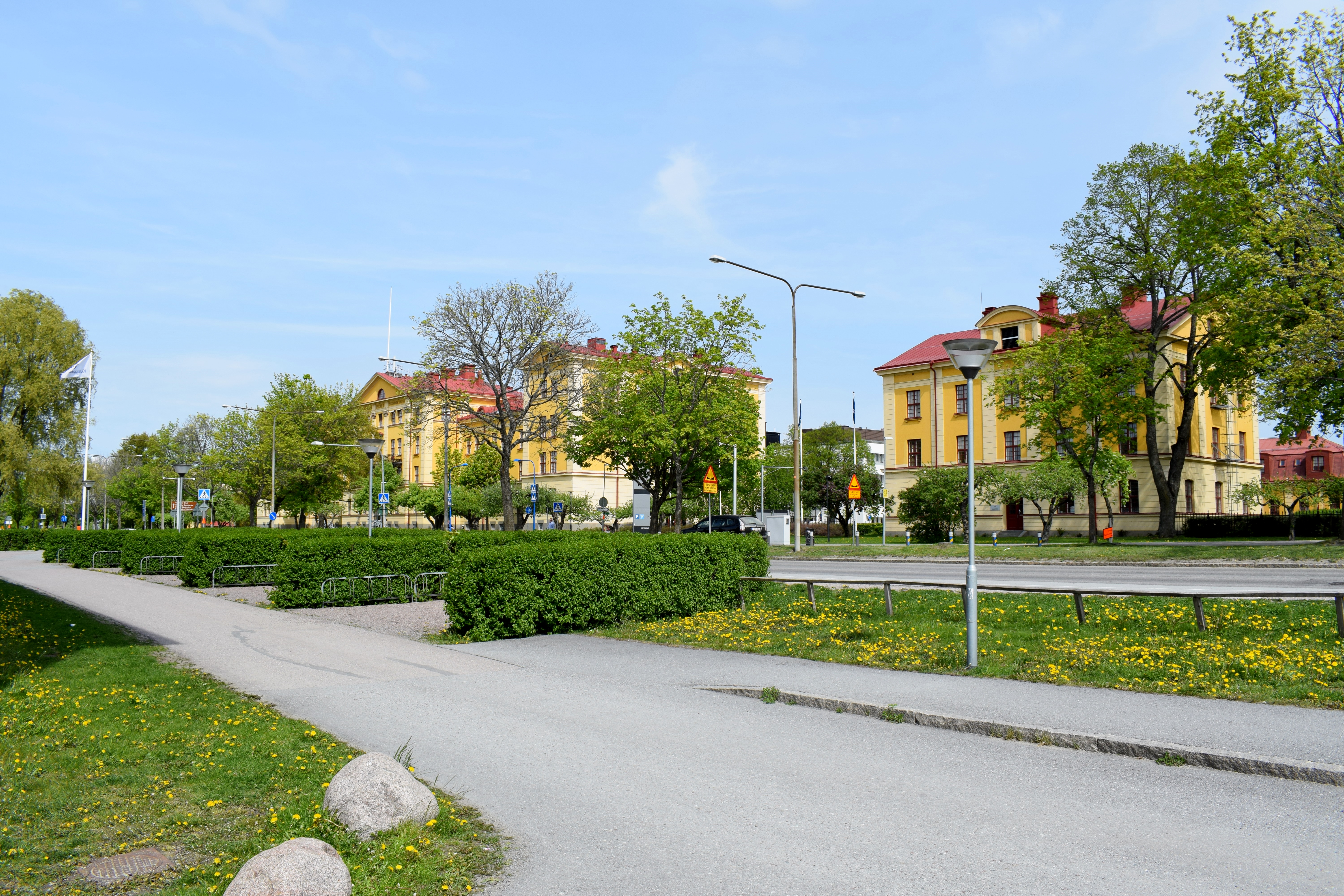
Vy över artillerikasernen vid Dag Hammarskjölds väg

Upplands artilleriregemente flyttade officiellt den 21 september 1901 in ett nyuppfört kasernetablissement vid Stockholmsvägen (sedan 1960-talet Dag Hammarskjölds väg) i Uppsala, vilket uppmärksammades genom en inflyttningsceremoni den 26 oktober 1901. Ursprungligen bestod kasernetablissement av en huvudbyggnad, vilken uppfördes efter 1892 års härordnings byggnadsprogram. Där kansliet är placerat i mitten och logementen i kasernens flyglar. År 1908 uppfördes två nya kaserner samt ett kanslihus söder om regementets huvudbyggnad. Dessa tre byggnader uppfördes efter 1901 års härordnings byggnadsprogram. Kasernerna uppfördes i tre våningar istället för fyra våningar som typritningarna visar. Vilket fick ett karaktäristiskt drag över regementsområdet, då det uppfördes efter två olika byggnadsprogram och två olika arkitektstilar.
Den 12 oktober 1919 tillkom Artilleriets officersaspirantskola (ArtOAS) från att tidigare varit förlagd i Kristianstad. Genom  försvarsbeslutet 1925 återfördes Artilleriets officersaspirantskola den 12 oktober 1927 till Kristianstad och Upplands artilleriregemente avvecklades den 31 december 1927. Kasernområdet lämnades inte, utan kom istället att övertas av Arméns underofficerskola (AUS), vilka flyttade in den 10 september 1928, från att tidigare varit förlagda i Stockholm. Inför försvarsbeslutet 1936 föreslog regeringen att Svea artilleriregemente skulle omlokaliseras till Uppsala, för att där förläggas till kasernetablissementet på Dag Hammarskjölds väg. Dock antogs aldrig regeringen förslag, utan Svea artilleriregemente kvarstod i Stockholm. År 1972 namnändrades Arméns underofficerskola till Arméns kompaniofficersskola (AKS) och låg kvar på området fram till att den avvecklades den 30 september 1983. Kasernetablissementet såldes 1985 till fastighetsbolaget Glunten och STUNS. Sedan 2002 är området känt som Uppsala Science Park.

## Dag Hammarskjölds väg 31

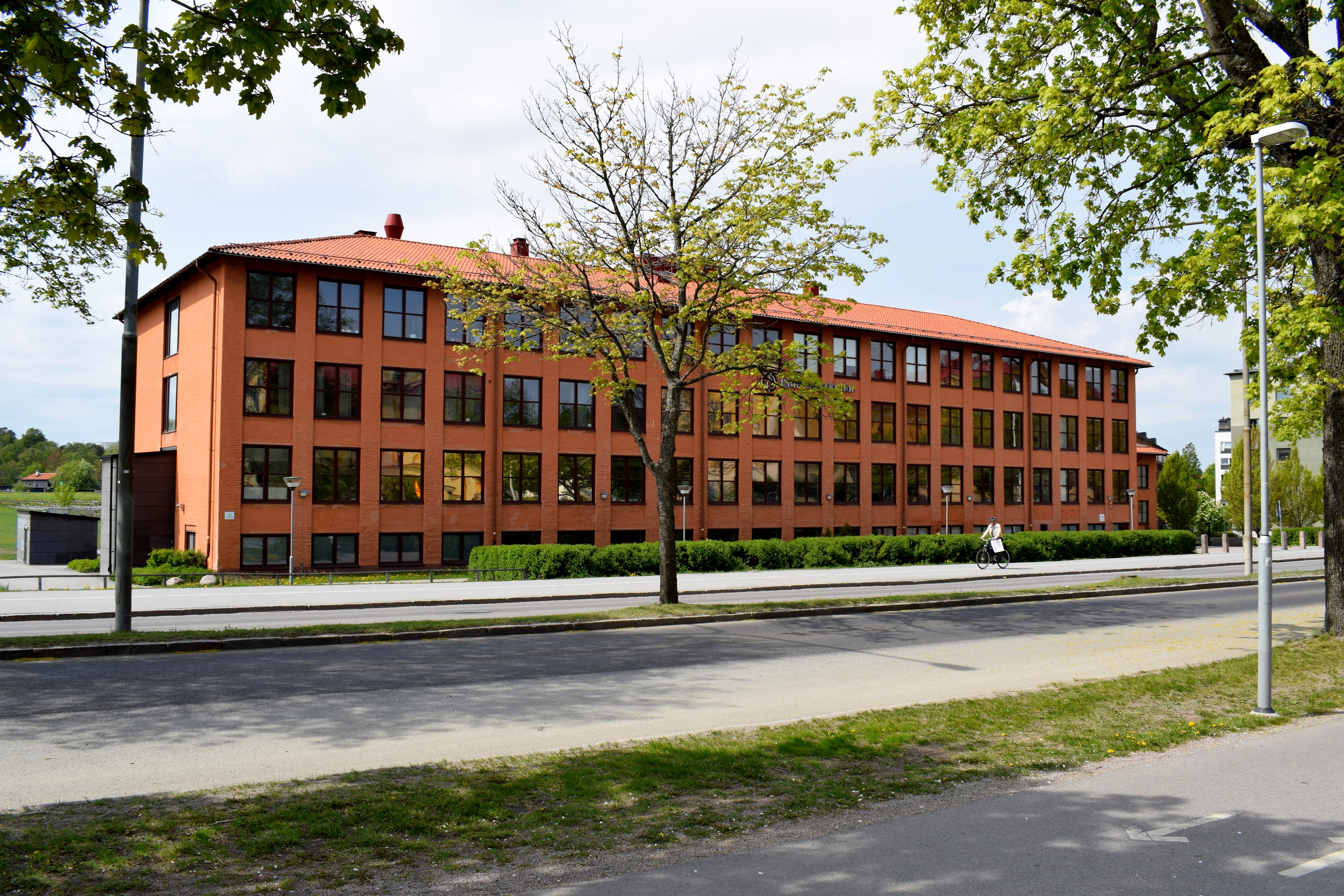
Försvarets läroverk 2019.

År 1944 uppfördes en byggnad för Försvarets läroverk (FL). Byggnaden uppförde mitt emot de befintliga kaserner på Dag Hammarskjölds väg. Byggnaden inrymde olika skolförband fram till 1984 då den lämnades och överfördes till Byggnadsstyrelsen.

## Polacksbacken

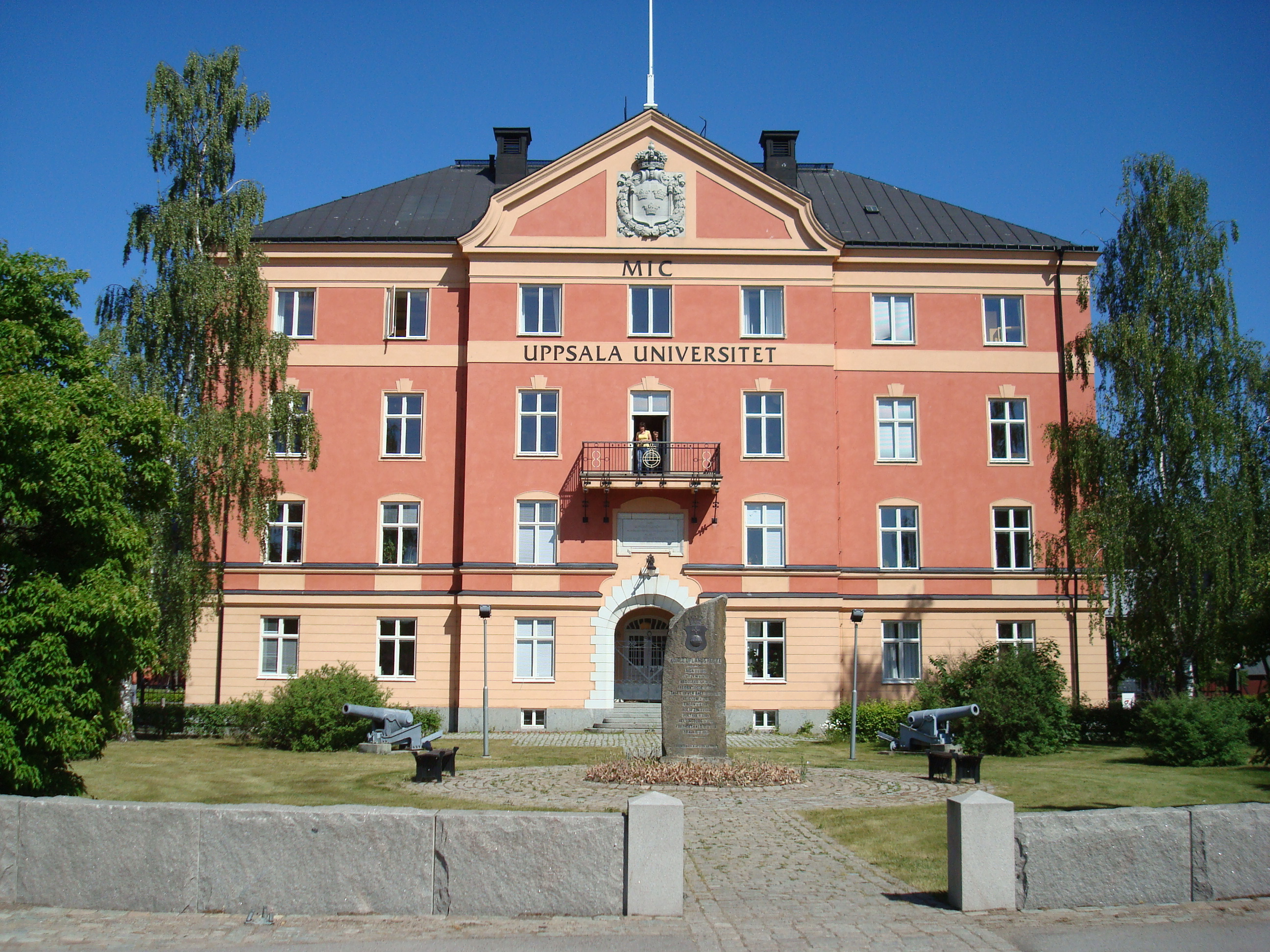
Före detta kanslihus vid Polacksbacken

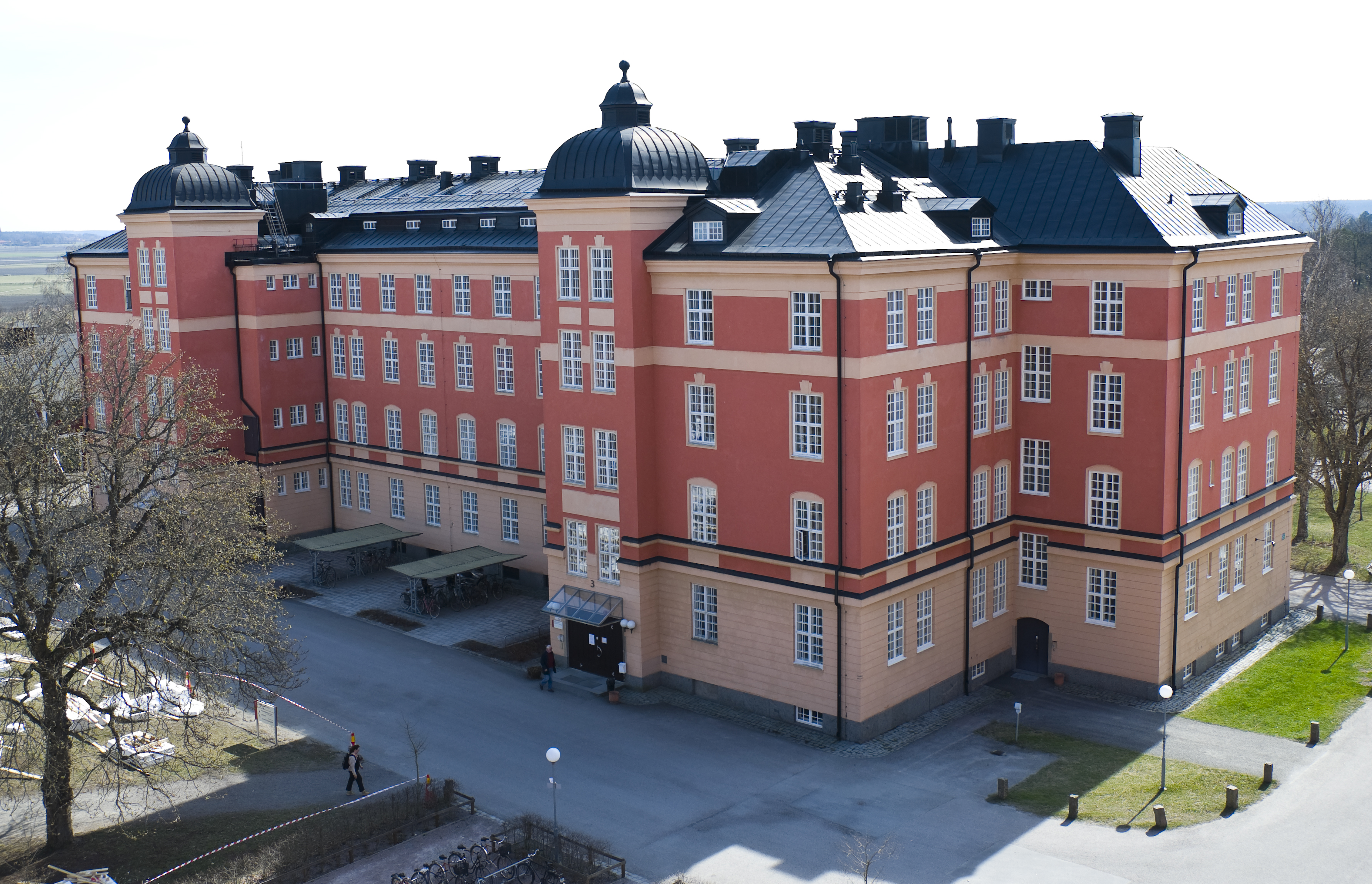
Kasern vid Polacksbacken

Upplands infanteriregemente flyttade 1912 in i kaserner, uppförda efter 1901 års härordnings byggnadsprogram efter Fortifikationens typritningar för infanterietablissemang. Omkring 40 byggnader uppfördes inom det nya kasernområdet. Då etablissemanget uppfördes bredvid Upplands regementes före detta mötesplats och läger, tillfördes även dess 50-tal byggnader till det nya kasernområdet. Genom åren har regementsområdet huserat flera olika förband och skolor. Som ett led i Mälarkarusellen flyttades förbanden från Polacksbacken 1982 och 1985. Området övertogs sedan av dåvarande Byggnadsstyrelsen. Från mitten av 1980-talet och fram till år 2022 återfanns delar av Uppsala universitet på området. Från 2022 är området en företagspark som bland annat inrymmer flera gymnasieskolor. Hösten 1978 filmades delar av Repmånad på Polacksbacken.

## Ärna

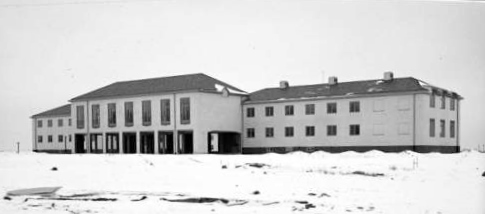
Flygkadettskolans kasern vid Ärna

Upplands flygflottilj uppsattes 1943 efter 1942 års försvarsbeslut. Flottiljen övertog ett redan påbörjat civilt flygfält (påbörjat 1940) vid Ärna, norr om Uppsala. Området uppfördes efter 1940 års militära byggnadsutrednings typritningar. Byggnader inom området är typiska för flygvapnets övriga flottiljer uppsatta under samma period. Angränsande till Upplands flygflottilj uppfördes 1944 Flygkadettskolan efter 1936 års försvarsbeslut. Totalt uppfördes inom området cirka 130 byggnader. 
År 2020 föreslog Sveriges regering att återetablera flottiljen F 16, vilken formellt invigdes igen i oktober 2021.

## Minnesstenar och minnesmärken
| Bild | Minnessten                  | Koordinater                                     | Kort beskrivning |
| ---- | --------------------------- | ----------------------------------------------- | --- |
|      | Livregementets dragoner     | 59°53′51″N 17°38′07″Ö / 59.897614°N 17.635340°Ö | Minnessten över Livregementets dragoners 4. skvadron. Minnessten avtäcktes den 12 juni 1949 och har texten: Åt minnet av Norra Uplands skvadron av Kungl. Livregementes dragoner. I Gamla Upsala by har skavdronen samlats till uppbrott för vapenövning och rikets försvar. Kungl. Livregementets till häst kamratförening reste stenen 1949. |
|      | Livregementets dragoner     | 59°50′23″N 17°38′41″Ö / 59.839791°N 17.644644°Ö | Minnessten över Livregementets dragoners 5. skvadron. Stenen avtäcktes på regementets dag den 3 juni 1945 av prins Gustav Adolf. Text på stenen: Åt minnet av Upsala skvadron av Kungl. Livregementets dragoner. Uppländskt rytteri har här av ålder vapenövats. Kungl. Livregementet till höst kamratförening reste stenen 1945.              |
|      | Upplands artilleriregemente | 59°51′12″N 17°37′11″Ö / 59.853232°N 17.619624°Ö | Minnessten över Upplands artilleriregementes gravplats på Uppsala gamla kyrkogård. |
|      | Upplands artilleriregemente | 59°50′41″N 17°38′19″Ö / 59.844721°N 17.638577°Ö | Minnessten över Upplands artilleriregemente i Uppsala. Stenen restes av befäl och officerare 1931. |
|      | Upplands regemente          | 59°50′27″N 17°38′52″Ö / 59.840776°N 17.647903°Ö | Minnessten över Upplands regemente i Uppsala. Stenen restes 1892 som minne över de slag som regementet deltagit i. |
|      | Försvarets läroverk         | 59°50′39″N 17°38′15″Ö / 59.844238°N 17.637525°Ö | Minnesskylt över f d Försvarets läroverk i Uppsala. Texten på skylten "Denna byggnad uppfördes för Försvarets läroverk, sedermera Försvarets gymnasieskola. Närmre 10.000 elever från Armén, Marinen och Flygvapnet fick här sin utbildning i civila läroämnen under åren 1943-1982.                                                           |
|      | Uppsala garnison            | 59°50′39″N 17°38′15″Ö / 59.844238°N 17.637525°Ö | Minnessten över övningsfältet Polacksbacken i Uppsala. Minnesstenen avtäcktes på Polacksbackens dag den 15 maj 1982 av Carl XVI Gustaf inför Polacksbackens upphörande som militär förläggningsplats. |
|      | Upplands flygflottilj       | 59°53′15″N 17°36′08″Ö / 59.88757°N 17.602302°Ö  | Minnesstenen över Upplands flygflottilj, avtäcktes den 19 december 2003 i samband med avvecklignen av flottiljen. Minnessten är placerad nedanför den tidigare elevmässen, "Bergsmässen", på F 16 och är vänd mot gamla F 20. |

## Galleri

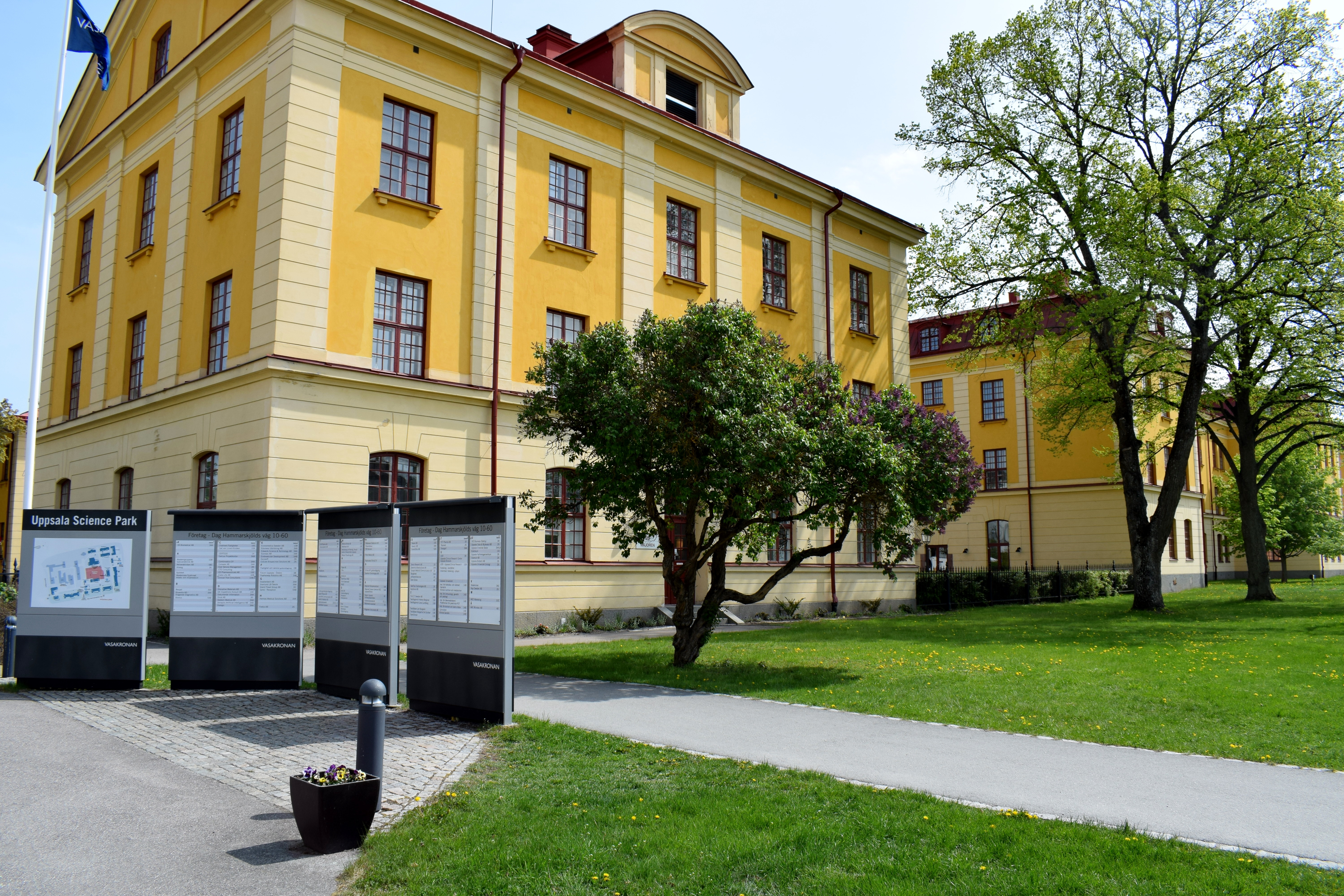
Kanslihus vid Dag Hammarskjölds väg
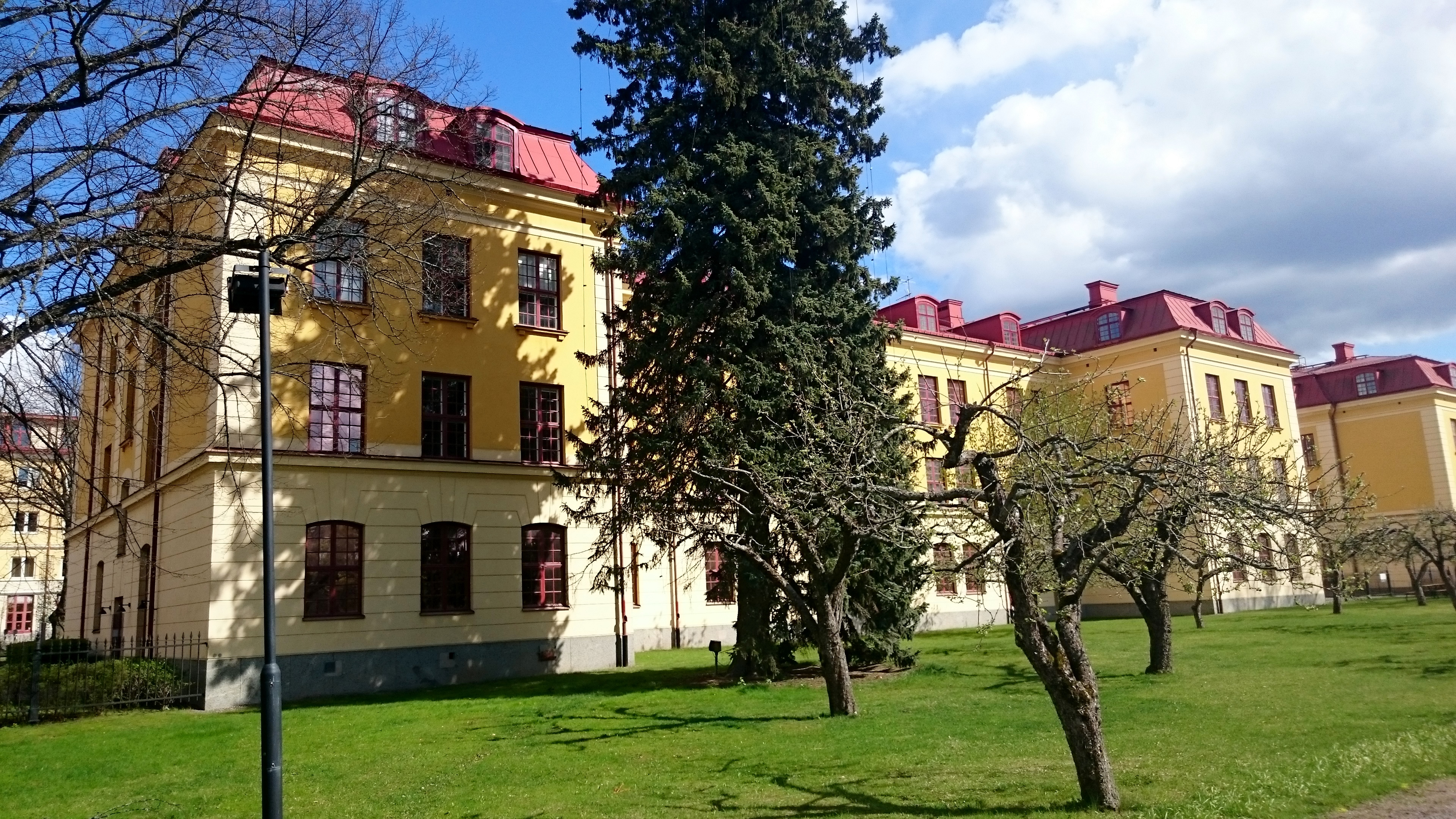
Kasernen vid före detta Upplands artilleriregemente
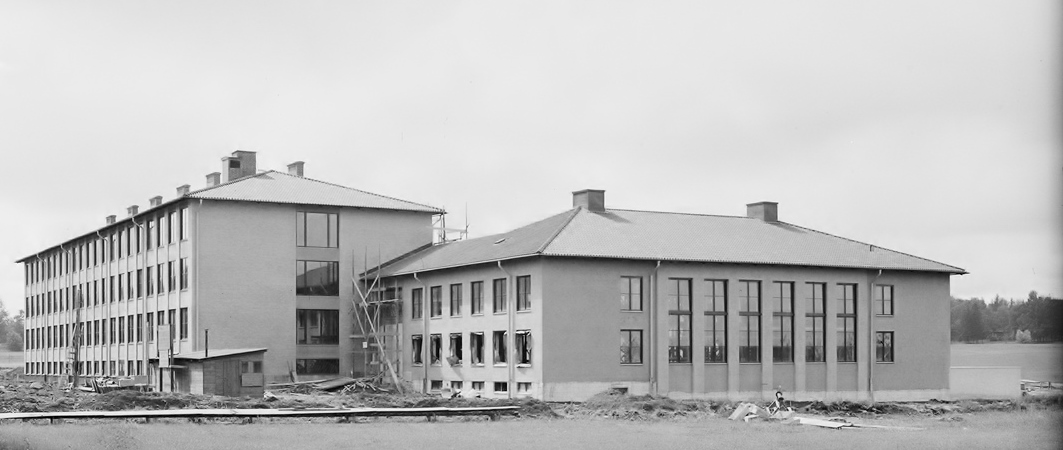
Skolbyggnad vid Dag Hammarskjölds väg 31 år 1944
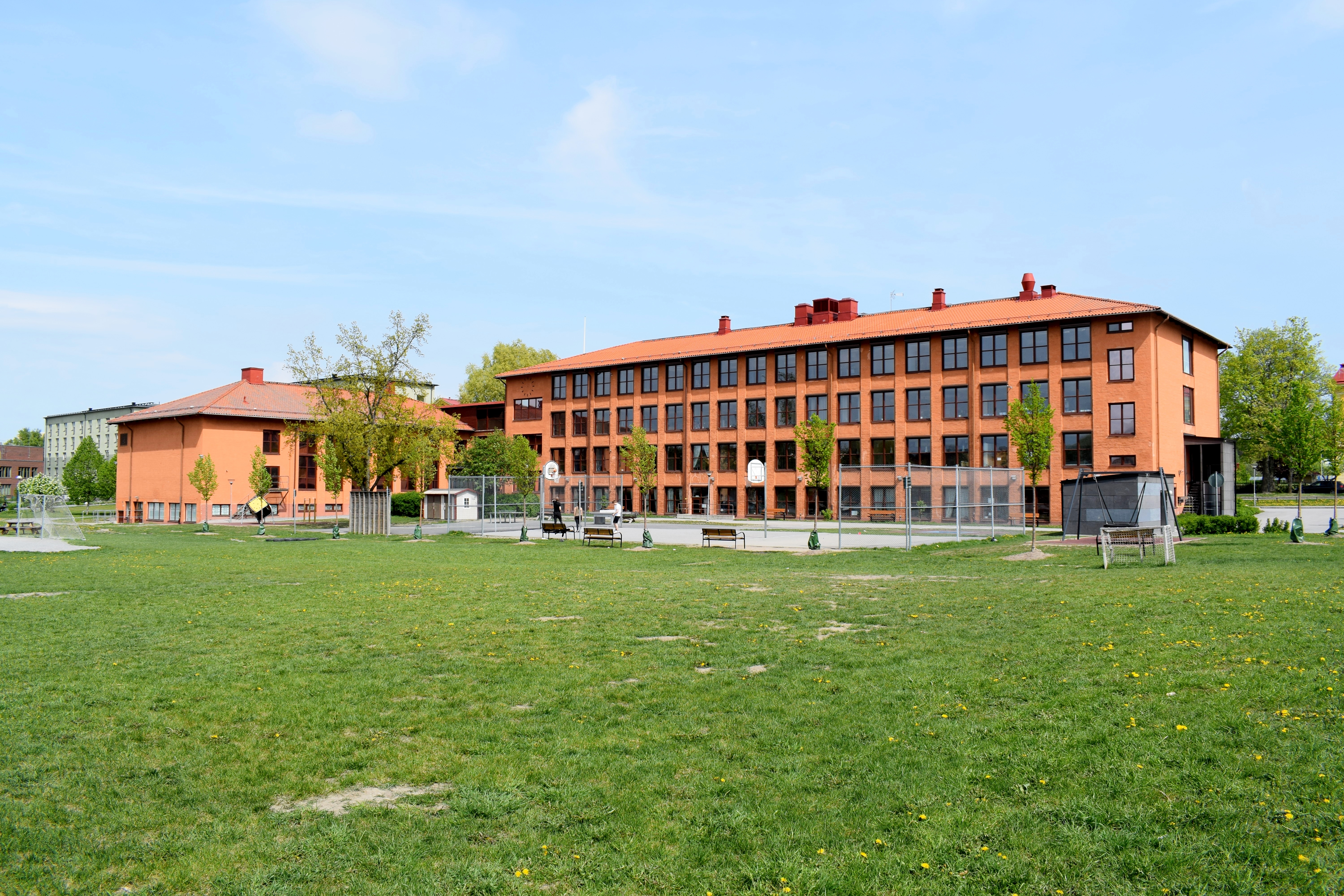
Skolbyggnad vid Dag Hammarskjölds väg 31 år 2019
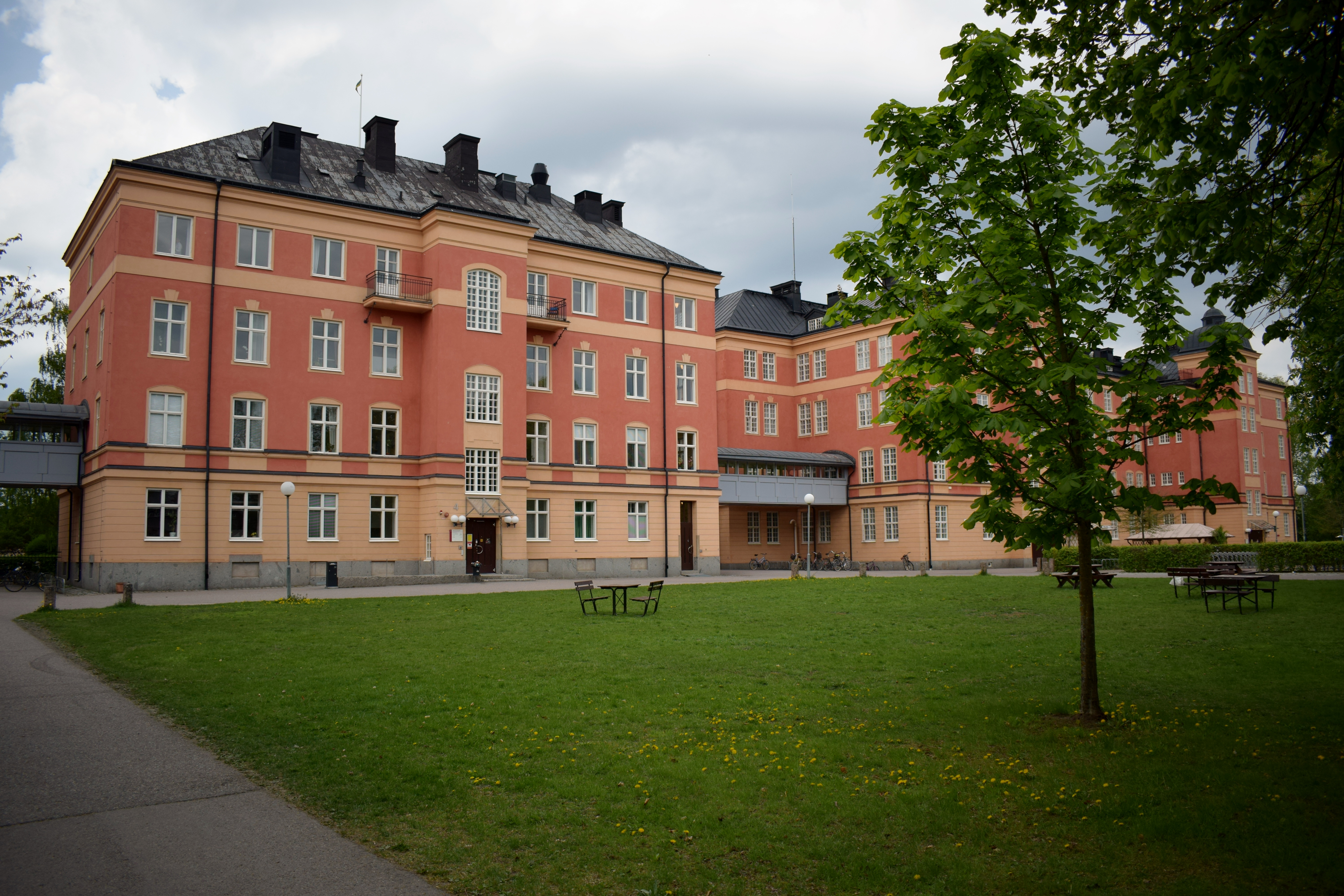
Kanslihuset vid Polacksbacken
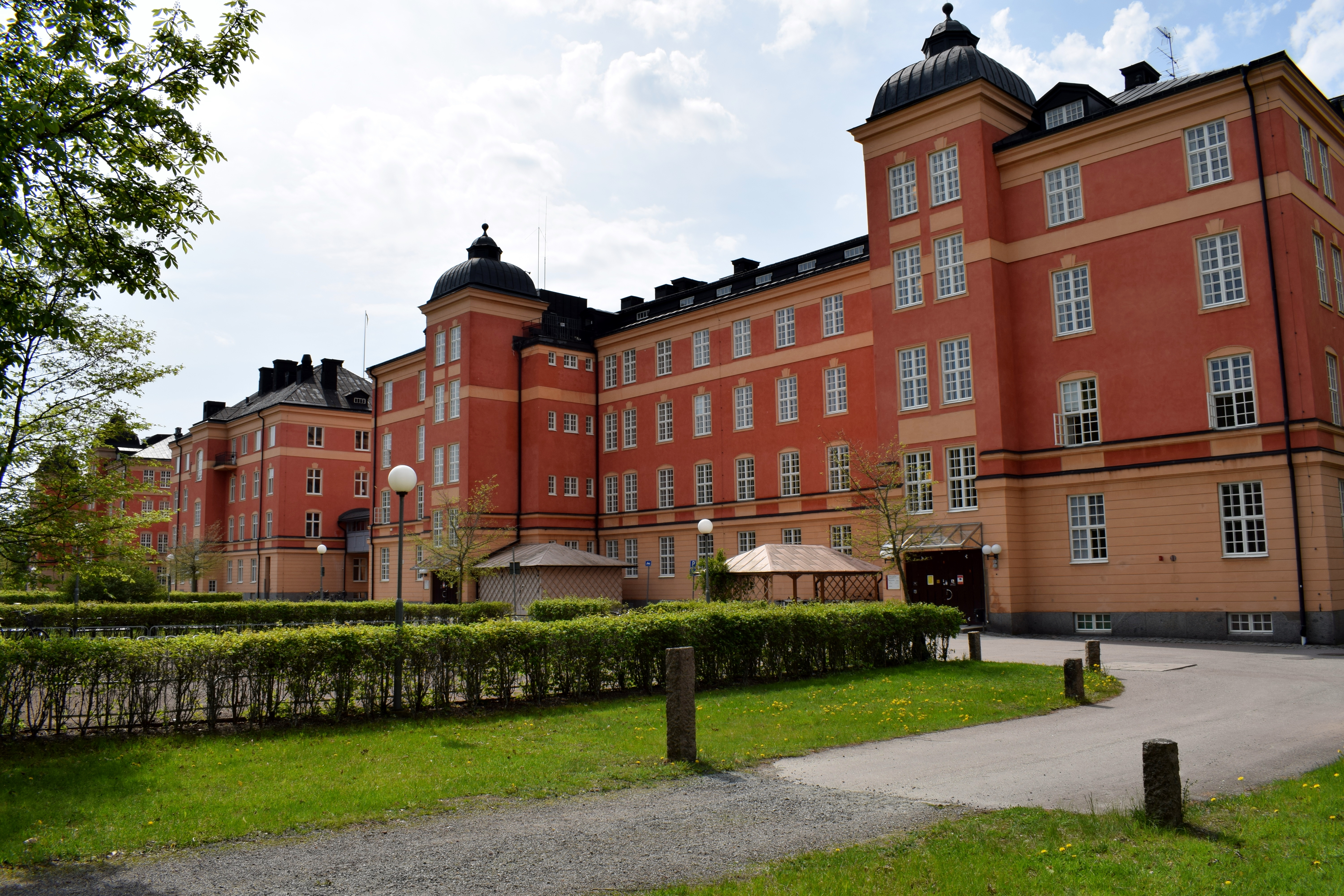
Kasernetablissementet vid Polacksbacken
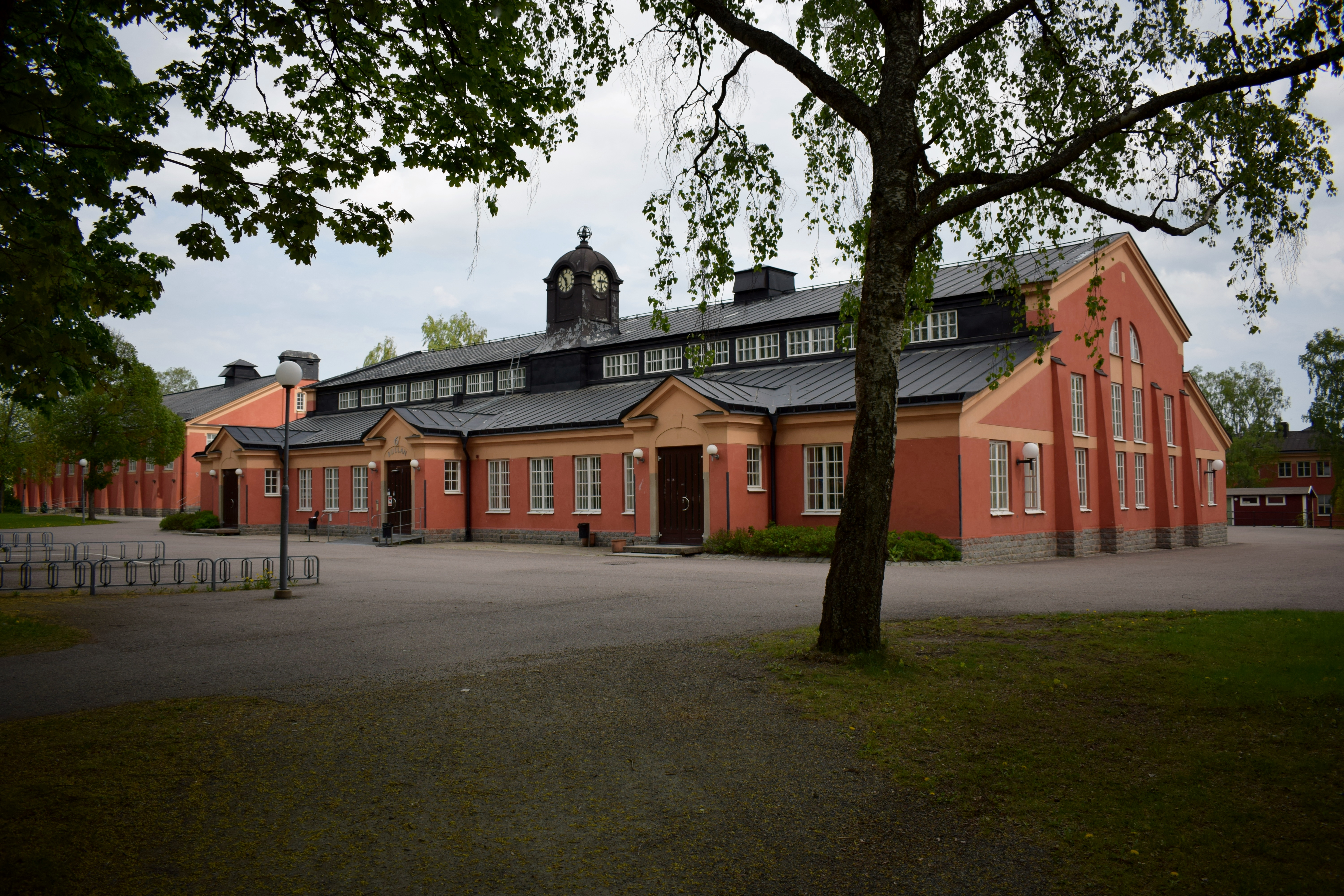
Matsalsbyggnaden vid Polacksbacken